# Lancaster (Carolina del Sud)
|  | Per a altres significats, vegeu «comtat de Lancaster (Carolina del Sud)». |

Lancaster és la ciutat i capital del Comtat de Lancaster (Carolina del Sud) dels Estats Units d'Amèrica.

## Demografia
Segons el cens del 2008 tenia 9.715 habitants. Segons el cens del 2000, Lancaster tenia 8.177 habitants, 3.396 habitatges i 2.115 famílies. La densitat de població era de 543,4 habitants/km².
Dels 3.396 habitatges en un 27,3% hi vivien nens de menys de 18 anys, en un 35,5% hi vivien parelles casades, en un 22,6% dones solteres, i en un 37,7% no eren unitats familiars. En el 33,1% dels habitatges hi vivien persones soles el 15,2% de les quals corresponia a persones de 65 anys o més que vivien soles. El nombre mitjà de persones vivint en cada habitatge era de 2,37 i el nombre mitjà de persones que vivien en cada família era de 3,01.
Per edats la població es repartia de la següent manera: un 25,8% tenia menys de 18 anys, un 8,9% entre 18 i 24, un 26,8% entre 25 i 44, un 21,8% de 45 a 60 i un 16,6% 65 anys o més.
L'edat mediana era de 37 anys. Per cada 100 dones de 18 o més anys hi havia 77,1 homes.
La renda mediana per habitatge era de 28.650$ i la renda mediana per família de 33.380$. Els homes tenien una renda mediana de 27.090$ mentre que les dones 22.382$. La renda per capita de la població era de 16.828$. Entorn del 18% de les famílies i el 23% de la població estaven per davall del llindar de pobresa.

## Poblacions properes
El següent diagrama mostra les poblacions més properes.